# Jerry e il jumbo
Jerry e il jumbo (Jerry and Jumbo) è un film del 1953 diretto da William Hanna e Joseph Barbera. È il settantaquattresimo cortometraggio della serie Tom & Jerry. Fu distribuito nelle sale statunitensi il 21 febbraio del 1953 dalla Metro-Goldwyn-Mayer.

## Trama
Un'elefantessa e il suo figlioletto stanno viaggiando sul treno di un circo. Sfortunatamente, il piccolo finisce per cadere dai vagoni durante il viaggio, rotolando fino alla casa dove Tom e Jerry vivono. Una volta giunto all'interno, il cucciolo aspira con la proboscide il latte della ciotola di Tom stando lontano, mentre quest'ultimo dorme. Tom crede che sia stato Jerry, così decide di punirlo frantumandogli in testa la ciotola, ma, poco prima che possa, l'elefante aspira Jerry con la proboscide. Mentre Tom torna a dormire, Jerry decide di premiare il cucciolo di elefante regalandogli un sacco di noccioline, ma finisce per romperlo, svegliando Tom. Jerry e l'elefantino scappano in uno sgabuzzino, dove l'elefante aspira le noccioline. Mentre Tom tenta invano di aprire la porta, Jerry trova nel ripostiglio dei barattoli di vernice, così decide di truccare a sua somiglianza il cucciolo di elefante. La porta si apre, così Jerry e l'elefantino iniziano a fare a Tom una serie di scherzi, al termine dei quali il gatto inizia a sparare a Jerry con un fucile. L'elefantino intanto ritrova sua madre e, nascostosi con Jerry, la dipinge a sua somiglianza. Quando Jerry e i due elefanti travestiti appaiono agli occhi di Tom, quest'ultimo, credendo di avere le allucinazioni, scappa via ridendo istericamente.